# Hesperopetes
 Hesperopetes  ist eine fossile Gattung der Hörnchen (Sciuridae) aus dem späten Paläogen. Zu ihr gehören einige der ältesten bekannten Hörnchenarten. Die Gattung wurde 2007 anhand der Zähne von drei Arten wissenschaftlich beschrieben.

## Merkmale
Die Zahnmerkmale von Hesperopetes entsprechen weitgehend denen der Gattung Oligopetes, die aus dem frühen Oligozän in Europa dokumentiert ist, unterscheiden sich jedoch im Schmelz der gefundenen Prämolaren und Molaren. Entsprechend der Erstbeschreibung handelte es sich um kleine Hörnchen mit einem stark geriffelten Zahnschmelz und spezifischen Merkmalen der Mahlzähne. Von der Gattung Oligopetes unterscheiden sich die Fossilien durch den Besitz eines isolierten Mesostylus auf dem oberen Molaren und einem geschlossenen Trigonid, einem tiefliegenden Vorsprung der Kaufläche, der in den einen der Haupthöcker der oberen Molaren bei Gebissschluss greift, an den Molaren m1 und m2. Ähnlichkeiten der Zähne bestehen zudem mit denen von Lophiparamys, unterscheiden sich von diesen jedoch durch die Proportionen der unteren Molaren.

## Fossilgeschichte und Taxonomie
Die Gattung Hesperopetes wurde 2007 auf der Basis einiger Zähne der Typusart Hesperopetes thoringtoni sowie denen der beiden nahe verwandten Arten Hesperopetes jamesi und Hesperopetes blacki beschrieben, deren wissenschaftliche Erstbeschreibung gemeinsam mit der Gattung durch die amerikanischen Paläontologen Robert J. Emry und William W. Korth erfolgte. Die Fossilien der drei Arten stammen von zwei Fundorten, die unterschiedlich datiert werden. Hesperopetes thoringtoni stammt aus der White River Formation im zentralen Wyoming aus dem frühen Chandronium im späten Eozän. Hesperopetes blacki und Hesperopetes jamesi stammen aus der Blue Ash local fauna der White River Badlands in South Dakota und werden auf das früheste Arikareeum im späten Oligozän datiert. 2017 berichtete Korth über einen weiteren Fund einer nicht bestimmbaren Art der Gattung aus Orellan im frühen Oligozän in Nebraska.
Hesperopetes thoringtoni ist die älteste bekannte fossile Hörnchenart, die bislang gefunden wurde und stellt aufgrund der Zahnmerkmale wahrscheinlich auch den ältesten bekannten Vertreter der Stammlinie der Flughörnchen dar. Eine konkrete Einordnung der Gattung in die Phylogenie der Hörnchen ist allerdings nicht möglich.

## Belege
1. 1 2 3 4 5  R. J. Emry, W. W. Korth: A new genus of squirrel (Rodentia, Sciuridae) from the mid-Cenozoic of North America. Journal of Vertebrate Paleontology 27(3), 2007; S. 693–698. doi:10.1671/0272-4634(2007)27[693:ANGOSR]2.0.CO;2
2. ↑  William W. Korth: First record of Hesperopetes Emry and Korth, 2007 (Rodentia, Sciuridae), from the Orellan (early Oligocene). Journal of Vertebrate Paleontology 37, Juni 2017. doi:10.1080/02724634.2017.1318890